# 에스 파트너
《에스 파트너》는 2014년에 개봉한 홍콩의 영화이다.

## 캐스팅
- 유심유
- 주백호
- 장사민
- 강호문